# Bruna Spínola
Bruna Alcântara Spínola (Sao Paulo, 10 de Setembro 1987) es una actriz brasileña. Ha participado en teleseries como Avenida Brasil, La Trampa y Orgullo y Pasión.

## Filmografía

### Televisión
| Año     | Título                          | Personaje         |
| ------- | ------------------------------- | ----------------- |
| 2010    | Afinal o que querem as mulheres | Bia               |
| 2011    | Morde e Assopra                 | Abelha            |
| 2012    | Dercy de verdade                | Ana Luiza         |
| 2012    | Avenida Brasil                  | Viviane           |
| 2013    | Ed Mort                         | Lídia             |
| 2014    | Politicamente Incorreto         | Fernanda          |
| 2014    | Meu amigo encosto               | Estela Maris      |
| 2015    | Detetives do Prédio Azul        | Anete             |
| 2017-18 | La Trampa                       | Cíntia Muniz      |
| 2018    | Orgullo y Pasión                | Briana Williamson |
| 2019    | Impuros                         | Rebecca           |

### Cine
| Año  | Título           | Personaje  |
| ---- | ---------------- | ---------- |
| 2010 | Os Especialistas | .          |
| 2014 | GNOSE            | Madre      |
| 2014 | Let’s Play Jazz  | Ella misma |
| 2020 | Eduardo e Mônica | Karina     |